# NGC 746
NGC 746 é uma galáxia irregular (Im) localizada na direcção da constelação de Andromeda. Possui uma declinação de +44° 55' 06" e uma ascensão recta de 1 horas, 57 minutos e 51,0 segundos.
A galáxia NGC 746 foi descoberta em 12 de Setembro de 1885 por Lewis A. Swift.